# Trichomycterus roigi
Trichomycterus roigi es una especie de peces de la familia Trichomycteridae en el orden de los Siluriformes.

## Morfología
• Los machos pueden llegar alcanzar los 11 cm de longitud total.

## Distribución geográfica
Se encuentra en la Argentina.